# طول پایسته
طول پایسته یک ویژگی مکانیکی پایه است که سختی یک زنجیرهٔ پلیمری را توصیف می‌کند.
به گفتار عامیانه می‌توان گفت که برای پلیمرهایی با طول کوتاه‌تر از طول پایسته، درشت ملکول مانند یک میله کشسان انعطاف‌پذیر رفتار می‌کند در حالی که خواص قطعات بلندتر پلیمر که بسیار بلندتر از طول پایسته باشند را می‌توان تنها به صورت آماری توضیح داد، درست مانند یک ول‌گشت سه بعدی.
به بیان علمی‌تر، طول پایسته، P، طولی است که در طی آن هم‌بستگی در جهت مماس، از بین می‌رود. در یک بیان شیمیایی‌تر آن را می‌توان متوسط مجموع تصاویر تمام پیوندهای j ≥ i روی پیوند i ام در یک زنجیرهٔ بسیار بلند دانست.
اگر زاویه θ بین یک بردار که در موقعیت ۰ (صفر) بر زنجیره مماس است و برداری که در فاصلهٔ L از موقعیت صفر (در امتداد طول زنجیره) بر زنجیره مماس است را در نظر بگیریم، می‌توان نشان داد که مقدار چشم‌داشتی کوسینوس این زاویه به صورت نمایی بر حسب فاصله، افت می‌کند:
{\displaystyle \langle \cos {\theta }\rangle =e^{-(L/P)}\,}
که در آن P طول پایسته و علامت بزرگ‌تر و کوچک‌تر نشانهٔ میانگین‌گیری روی تمام موقعیت‌های شروع (صفر) است.
در اصطلاحات علم پلیمر، طول پایسته نصف طول Kuhn، طول یک قطعه فرضی که در آن زنجیره می‌تواند یک زنجیرهٔ آزاد اتصال فرض شود، در نظر گرفته می‌شود.
طول پایسته برابر میانگین تصویر بردار سر به سر روی مماس بر منحنی مسیر زنجیره در یک انتهای زنجیره در حد طول زنجیرهٔ بی‌نهایت فرض می‌شود.
طول پایسته را می‌توان با استفاده از سختی خمشی {\displaystyle B_{s}} و مدول یانگ E بیان کرد:
{\displaystyle P={\frac {B_{s}}{k_{B}T}}\,}
{\displaystyle B_{s}=EI\,}
برای یک میله صلب و یکنواخت I عبارت است از:
{\displaystyle I={\frac {\pi a^{4}}{4}}\,}
که a شعاع میله است.
دی ان ای دو رشته ای، طول پایسته‌ای برابر با ۵۰۰ آنگستروم دارد.